# کاسیکو (شهرستان هیو)
کاسیکو (به لاتین: Kaasiku) یک منطقهٔ مسکونی در استونی است که در دهستان کاینا واقع شده‌است.